# تسعير على أساس هامش المساهمة
التسعير على أساس هامش المساهمة يحقق الحد الأقصى للربح المشتق من منتج فردي ويعتمد على الاختلاف بين سعر المنتج والتكلفة المتغيرة ( هامش مساهمة المنتج لكل وحدة) وافتراضات المرء فيما يتعلق بالعلاقة بين سعر المنتج وعدد الوحدات التي يمكن أن تُباع بهذا السعر. وتصل مساهمة المنتج في إجمالي أرباح الشركة (بمعنى الإيرادات التشغيلية) إلى أقصى حد عندما يتم اختيار سعر يزيد ما يلي: 
هامش المساهمة عن كل وحدة X عدد الوحدات المبيعة
هامش المساهمة عن كل وحدة هو الاختلاف بين سعر المنتج ومبلغ التكاليف المتغيرة للوحدة الخاصة بذلك المنتج. فالتكاليف المتغيرة هي تلك التكاليف التي تزيد مع مبيعات ذات وحدة أكبر للمنتج أو تنقص مع مبيعات الوحدة الأقل (بمعنى ترك التكاليف الثابتة التي هي تكاليف لن تتغير مع مستوى المبيعات خلال مجموعة محتملة مفترضة من مستوى المبيعات). وهناك أمثلة على التكاليف المتغيرة مثل المواد الخام والعمالة المباشرة (إذا كانت مثل هذه التكاليف تتغير مع مستوى المبيعات) وعمولات المبيعات.
ويضاعف هامش المساهمة عن كل وحدة لكل منتج بواسطة الوحدات المبيعة التي تعادل المساهمة في الربح من مبيعات ذلك المنتج.
إجمالي المساهمة في الأرباح من جميع منتجات الشركة ناقص التكاليف الثابتة للشركة يساوي ربح الشركة (يعرف على نحو أدق بالإيراد التشغيلي).
وللتعبير عما ذكر أعلاه بصيغة حسابية:
السعر - التكاليف المتغيرة لكل وحدة = هامش المساهمة لكل وحدة

:هامش المساهمة لكل وحدة x الوحدات المبيعة = مساهمة المنتج في الربح

:مساهمات الربح من جميع المنتجات - التكاليف الثابتة للشركة = إجمالي ربح الشركة
لذا نستخدم مثالاً مبسطًا لشركة المنتج الواحد، وهي الشركة التي تزيد أرباحها للحد الأقصى من خلال تحديد السعر الذي يزيد المساهمة في الربح (بمعنى أن هامش المساهمة لكل وحدة يتضاعف من خلال عدد الوحدات المبيعة)، لذا فإن التكاليف الثابتة التي سوف تطرح لاحقًا بحكم تعريفها سوف تكون ثابتة بغض النظر عن عدد الوحدات المبيعة.
على فرض وجود علاقة عكسية بين السعر والوحدات المبيعة (بمعنى حجم المبيعات) كما هو الحال بالنسبة لمعظم المنتجات لأن السعر المنخفض عمومًا يؤدي إلى بيع وحدات أعلى، سوف تفترض الشركة المستويات المحتملة لمبيعات الوحدات في مستويات الأسعار المختلفة، وتحسب هامش المساهمة لكل وحدة للمنتج في جميع مستويات هذه الأسعار، وتضاعف عدد الوحدات من خلال مطابقة هامش المساهمة لكل وحدة بمستوى ذلك السعر وتختار أعلى نتيجة (بمعنى أعلى مساهمة في الربح) لتضاعف الحد الأقصى للربح.
لاحظ أن هذا المنهج يحدد السعر الذي يضاعف الأرباح للحد الأقصى فقط بالنسبة للمنتج الفردي وخلال فترة زمنية معينة. هناك عوامل أخرى يجب على الشركة أن تضعها في اعتبارها في تحديد سعر كل منتج (بمعنى عوامل أخرى غير مضاعفة الربح لذلك المنتج فقط) وبالأخص إذا ضاعفت المنتجات. من بين هذه العوامل (وليس كلها) ما يلي: 
- التأثير على مبيعات المنتجات الأخرى للشركة (المبيعات التكميلية والتفكيك والتأثير على صورة العلامة التجارية والتأثير على التوزيع أو الدفع التجاري للمنتجات الأخرى للشركة ورد فعل الشركة المنافسة الذي يؤثر على المنتجات الأخرى للشركة).
- الدور الإستراتيجي للمنتج وأشياء أخرى في حافظة المنتج (نقاط السعر ووضع المنتجات الأخرى ودور كل منتج في التدفق النقدي للشركة).
- التخطيط لاستبدال أو تعديل المنتج (ووقف التوزيع أثناء ذلك الوقت).
- اقتصاديات الحجم والنطاق وتأثيرات منحنى التجربة على التكاليف.
- إستراتيجية المدى الطويل الخاصة بالمنتج.